# جورج كينغستون
جورج كينغستون هو مدرب رياضي كندي، ولد في 20 أغسطس 1939 في بيغار في كندا.

## وصلات خارجية
- جورج كينغستون على موقع HockeyDB.com (الإنجليزية)
- جورج كينغستون على موقع أوليمبيديا (الإنجليزية)